# Chicoreus ramosus
Chicoreus ramosus è un mollusco gasteropode marino appartenente alla famiglia Muricidae.  Nell'Indo-Pacifico occidentale è oggetto di collezionismo, specialmente in India, dove ha una notevole importanza economica.

## Descrizione

Chicoreus ramosus visto da varie angolazioni.

Questa specie di murice spicca per dimensioni, infatti può arrivare a misurare 300 mm in lunghezza, restando sui 220 mm di media fra gli esemplari adulti. 

## Distribuzione e habitat
È diffuso nell'Indo-Pacifico occidentale, a partire dall'Africa orientale e meridionale, includendo Mozambico, Tanzania, Madagascar, Mar Rosso, Golfo di Oman, Aldabra, Chagos e Mauritius. È presente anche nella Polinesia orientale, nel Giappone meridionale, e in Australia. (Queensland e Nuova Caledonia)